# Stazione di Obihiro
La stazione di Obihiro (帯広駅?, Obihiro-eki) è una stazione ferroviaria che serve la città di Obihiro in Hokkaidō. È collegata al capoluogo di Sapporo in circa 2 ore e 20 minuti col treno più veloce, il Super Ōzora.
Nel 1996 la stazione è stata sottoposta a ristrutturazione, a seguito della quale è stata sopraelevata e dotata di 2 banchine ad isola e 4 binari complessivi.